# Inga Raab
Inga Raab (* 1979 in Leipzig) ist eine deutsche Cellistin.

## Leben
Bereits mit sieben Jahren erhielt Inga Raab ihren ersten Violoncello-Unterricht. In Ahrensburg bei Hamburg wurde sie seit 1990 von Edwin Koch unterrichtet. 1997 begann sie – bis 1999 zunächst als Jungstudentin – an der Musikhochschule Lübeck bei Troels Svane zu studieren. 2000 wechselte sie zu Stefan Forck an die Hochschule für Musik „Hanns Eisler“ Berlin. Seit 2003 gehörte sie dort der Meisterklasse von David Geringas an. Sie nahm an zahlreichen Meisterkursen teil, unter anderem bei Steven Isserlis und Raphael Wallfisch. Neben anderen Auszeichnungen gewann Inga Raab 2001 den ersten Preis beim IV. Domenico-Gabrielli-Wettbewerb in Berlin und wurde 2004 Dritte beim Lluis-Claret-Wettbewerb in Spanien. Seitdem trat sie als Solistin und als Kammermusikerin in Spanien, Italien, Litauen und vielen Städten Deutschlands auf, unter anderem in der Berliner Philharmonie. Von 2004 bis 2006 war Inga Raab Stipendiatin in der Akademie der Berliner Philharmoniker, bei denen sie weiter als ständige Aushilfe in der Spielzeit 2007/2008 spielte.
Von 2008 bis 2009 war Inga Raab Solo-Cellistin am Opernhaus Zürich. Seitdem spielt sie als Gast-Solo-Cellistin bei verschiedenen Orchestern wie dem Rundfunk-Sinfonie-Orchester Berlin, SWR Freiburg-Baden-Baden, Camerata Bern, Mahler-Chamber-Orchestra, Münchner Kammerorchester, der Deutschen Kammerphilharmonie Bremen, Bergen Symphonie Orchester, Königlichen Kapelle Kopenhagen und dem Niedersächsischen Staatsorchester Hannover. Inga Raab lebt in München.